# 魯德尼亞-戈羅傑齊卡
50°22′41″N 29°13′32″E / 50.37806°N 29.22556°E
魯德尼亞-戈羅傑齊卡（烏克蘭語：Рудня-Городецька）是烏克蘭北部的村莊，隸屬日托米爾州的日托米爾區。該村面積0.232平方公里，海拔高度152米，2001年人口62。